# Stetten am kalten Markt
Stetten am kalten Markt is een plaats en gemeente in de Duitse deelstaat Baden-Württemberg, en maakt deel uit van het Landkreis Sigmaringen.
Stetten am kalten Markt telt 4.724 inwoners.

## Plaatsen in de gemeente Stetten am kalten Markt
- Frohnstetten
- Nusplingen
- Oberglashütte
- Stetten am kalten Markt (hoofdplaats)
- Storzingen
- Unterglashütte

Bad Saulgau ·
Beuron ·
Bingen ·
Gammertingen ·
Herbertingen ·
Herdwangen-Schönach ·
Hettingen ·
Hohentengen ·
Illmensee ·
Inzigkofen ·
Krauchenwies ·
Leibertingen ·
Mengen ·
Meßkirch ·
Neufra ·
Ostrach ·
Pfullendorf ·
Sauldorf ·
Scheer ·
Schwenningen ·
Sigmaringen ·
Sigmaringendorf ·
Stetten am kalten Markt ·
Veringenstadt ·
Wald